# Čebín
Čebín – wieś i gmina w Czechach, w powiecie Brno, w kraju południowomorawskim. Według danych z dnia 1 stycznia 2014 liczyła 1 739 mieszkańców.
W miejscowości jest przystanek kolejowy Čebín.